# Agelau (fill d'Hèracles)
Agelau (en grec antic Ἀγέλαος) d'acord amb la mitologia grega, va ser un dels Heràclides, fill d'Heracles i d'Òmfale. Heròdot diu que va ser rei de Lídia.